# Zir
Zir je hora v Chorvatsku, nacházející se na území Licko-senjské župy. Jde o osamocenou horu uprostřed nížinné oblasti Ličko polje, oddělující ji od pohoří Velebit. Je součástí Lického středohoří (Ličko Sredogorje). Vrchol dosahuje nadmořské výšky 850 m.
Až na skalnatý vrchol je celý Zir zalesněný. Vrchol je tvořen vápencem a nachází se v něm mnoho jeskyň a jam. Z vrcholu Ziru lze vidět okolí ve všech směrech. Uprostřed Ziru je 350 m dlouhá jeskyně s jezerem. Zir leží v blízkosti dálnice A1 a je z ní dobře viditelný. Podle něj je pojmenována odpočívka Odmorište Zir.
Název Zir pravděpodobně pochází se slova zírat – chorvatsky zurenje.